# Coccycua
Coccycua là một chi chim trong họ Cuculidae.